# Williamson (Nowy Jork)
Williamson – miasto w Stanach Zjednoczonych, w stanie Nowy Jork, w hrabstwie Wayne.